# Styrax nui
Styrax nui är en storaxväxtart som beskrevs av B. Wallnöfer. Styrax nui ingår i släktet Styrax och familjen storaxväxter. Inga underarter finns listade i Catalogue of Life.